# موريس إيست
موريس إيست مواليد 8 أغسطس 1973 في الفلبين، هو ملاكم فلبيني سابق صنّف ضمن فئة الوزن المتوسط بدأ مسيرته الاحترافية سنة 1989. حقق بطولة رابطة الملاكمة العالمية.

## إحصائيات
خاض خلال مسيرته 25 نزالا، فاز في 20 ولم يتعادل وخسر في 4. فاز بالضربة القاضية في 12 نزالا.

## روابط خارجية
- موريس إيست على موقع بوكس ريك (الإنجليزية) (registration required)